# Stachyothyrsus
Stachyothyrsus là một chi thực vật có hoa trong họ Đậu.